# Liste der Stolpersteine in Vreden
Die Liste der Stolpersteine in Vreden enthält die Stolpersteine, die im Rahmen des gleichnamigen Kunst-Projekts von Gunter Demnig in Vreden verlegt wurden. Mit ihnen soll an die Opfer des Nationalsozialismus erinnert werden, die in Vreden lebten und wirkten.

## Liste der Stolpersteine
| Name                | Adresse               | Bild | Inschrift                           | Verlegedatum  | Biografie und Anmerkungen |
| ------------------- | --------------------- | --- | ----------------------------------- | ------------- | ------------------------- |
| Irma Harff          | Alstätter Straße 8    | Bild gesucht Der Benutzer GeorgDerReisende ( Diskussion ) wünscht sich an dieser Stelle ein Bild vom Ort mit diesen Koordinaten 52.038869 6.826756 . Motiv: Alstätter Straße 8: Stolpersteine für Irma Harff und Sophia Herz, die Lage und das Haus Falls du dabei helfen möchtest, erklärt die Anleitung , wie das geht. BW                                 | Hier wohnte Irma Harff ...          | 3. Juni 2008  |                           |
| Sophia Herz         | Alstätter Straße 8    | Bild gesucht Die Wikipedia wünscht sich an dieser Stelle ein Bild vom hier behandelten Ort. Falls du dabei helfen möchtest, erklärt die Anleitung , wie das geht. BW | Hier wohnte Sophia Herz ...         | 3. Juni 2008  |                           |
| Bernhard Herz       | Königstraße 3         | Bild gesucht Der Benutzer GeorgDerReisende ( Diskussion ) wünscht sich an dieser Stelle ein Bild vom Ort mit diesen Koordinaten 52.036843 6.822163 . Motiv: Königstraße 3: Stolpersteine für Familie Herz, die Lage und das Haus Falls du dabei helfen möchtest, erklärt die Anleitung , wie das geht. BW                                                    | Hier wohnte Bernhard Herz ...       | 3. Juni 2008  |                           |
| Karl Herz           | Königstraße 3         | Bild gesucht Die Wikipedia wünscht sich an dieser Stelle ein Bild vom hier behandelten Ort. Falls du dabei helfen möchtest, erklärt die Anleitung , wie das geht. BW | Hier wohnte Karl Herz ...           | 3. Juni 2008  |                           |
| Klara Herz          | Königstraße 3         | Bild gesucht Die Wikipedia wünscht sich an dieser Stelle ein Bild vom hier behandelten Ort. Falls du dabei helfen möchtest, erklärt die Anleitung , wie das geht. BW | Hier wohnte Klara Herz ...          | 3. Juni 2008  |                           |
| Bella Liebreich     | Neustraße 6           | Bild gesucht Der Benutzer GeorgDerReisende ( Diskussion ) wünscht sich an dieser Stelle ein Bild vom Ort mit diesen Koordinaten 52.036248 6.823255 . Motiv: Neustraße 6: der Stolperstein für Bella Liebreich, die Lage und das Haus Falls du dabei helfen möchtest, erklärt die Anleitung , wie das geht. BW                                                | Hier wohnte Bella Liebreich ...     | 10. Dez. 2024 |                           |
| Erich Münchhausen   | Neustraße 8           | Bild gesucht Der Benutzer GeorgDerReisende ( Diskussion ) wünscht sich an dieser Stelle ein Bild vom Ort mit diesen Koordinaten 52.036359 6.823158 . Motiv: Neustraße 8: Stolpersteine für Familie Münchhausen, Esther Elsberg und Ilse Heimann, die Lage und das Haus Falls du dabei helfen möchtest, erklärt die Anleitung , wie das geht. BW              | Hier wohnte Erich Münchhausen ...   | 3. Juni 2008  |                           |
| Esther Elsberg      | Neustraße 8           | Bild gesucht Die Wikipedia wünscht sich an dieser Stelle ein Bild vom hier behandelten Ort. Falls du dabei helfen möchtest, erklärt die Anleitung , wie das geht. BW | Hier wohnte Esther Elsberg ...      | 3. Juni 2008  |                           |
| Günter Münchhausen  | Neustraße 8           | Bild gesucht Die Wikipedia wünscht sich an dieser Stelle ein Bild vom hier behandelten Ort. Falls du dabei helfen möchtest, erklärt die Anleitung , wie das geht. BW | Hier wohnte Günter Münchhausen ...  | 3. Juni 2008  |                           |
| Hedwig Münchhausen  | Neustraße 8           | Bild gesucht Die Wikipedia wünscht sich an dieser Stelle ein Bild vom hier behandelten Ort. Falls du dabei helfen möchtest, erklärt die Anleitung , wie das geht. BW | Hier wohnte Hedwig Münchhausen ...  | 3. Juni 2008  |                           |
| Ilse Heimann        | Neustraße 8           | Bild gesucht Die Wikipedia wünscht sich an dieser Stelle ein Bild vom hier behandelten Ort. Falls du dabei helfen möchtest, erklärt die Anleitung , wie das geht. BW | Hier wohnte Ilse Heimann ...        | 3. Juni 2008  |                           |
| Margarete Heimann   | Neustraße 8           | Bild gesucht Die Wikipedia wünscht sich an dieser Stelle ein Bild vom hier behandelten Ort. Falls du dabei helfen möchtest, erklärt die Anleitung , wie das geht. BW | Hier wohnte Margarete Heimann ...   | 3. Juni 2008  |                           |
| Amalie Wolff        | Neustraße 10          | Bild gesucht Der Benutzer GeorgDerReisende ( Diskussion ) wünscht sich an dieser Stelle ein Bild vom Ort mit diesen Koordinaten 52.036411 6.823055 . Motiv: Neustraße 10: Stolpersteine für Familie Wolff und Meta Gottschalk, die Lage und das Haus Falls du dabei helfen möchtest, erklärt die Anleitung , wie das geht. BW                                | Hier wohnte Amalie Wolff ...        | 3. Juni 2008  |                           |
| Ernst Wolff         | Neustraße 10          | Bild gesucht Die Wikipedia wünscht sich an dieser Stelle ein Bild vom hier behandelten Ort. Falls du dabei helfen möchtest, erklärt die Anleitung , wie das geht. BW | Hier wohnte Ernst Wolff ...         | 3. Juni 2008  |                           |
| Karl Wolff          | Neustraße 10          | Bild gesucht Die Wikipedia wünscht sich an dieser Stelle ein Bild vom hier behandelten Ort. Falls du dabei helfen möchtest, erklärt die Anleitung , wie das geht. BW | Hier wohnte Karl Wolff ...          | 3. Juni 2008  |                           |
| Meta Gottschalk     | Neustraße 10          | Bild gesucht Die Wikipedia wünscht sich an dieser Stelle ein Bild vom hier behandelten Ort. Falls du dabei helfen möchtest, erklärt die Anleitung , wie das geht. BW | Hier wohnte Meta Gottschalk ...     | 3. Juni 2008  |                           |
| Gerda Wijnschenk    | Twicklerstraße 18 ·   | Bild gesucht Der Benutzer GeorgDerReisende ( Diskussion ) wünscht sich an dieser Stelle ein Bild vom Ort mit diesen Koordinaten 52.036508 6.825947 . Motiv: Twicklerstraße 18: Stolpersteine für Familie Rosenthal, Gerda Wijnschenk und Vrouwgje van Gelder, die Lage und das Haus Falls du dabei helfen möchtest, erklärt die Anleitung , wie das geht. BW | Hier wohnte Gerda Wijnschenk ...    | 3. Juni 2008  |                           |
| Helmut Rosenthal    | Twicklerstraße 18 ·   | Bild gesucht Die Wikipedia wünscht sich an dieser Stelle ein Bild vom hier behandelten Ort. Falls du dabei helfen möchtest, erklärt die Anleitung , wie das geht. BW | Hier wohnte Helmut Rosenthal ...    | 3. Juni 2008  |                           |
| Henriette Rosenthal | Twicklerstraße 18 ·   | Bild gesucht Die Wikipedia wünscht sich an dieser Stelle ein Bild vom hier behandelten Ort. Falls du dabei helfen möchtest, erklärt die Anleitung , wie das geht. BW | Hier wohnte Henriette Rosenthal ... | 3. Juni 2008  |                           |
| Hildegard Rosenthal | Twicklerstraße 18 ·   | Bild gesucht Die Wikipedia wünscht sich an dieser Stelle ein Bild vom hier behandelten Ort. Falls du dabei helfen möchtest, erklärt die Anleitung , wie das geht. BW | Hier wohnte Hildegard Rosenthal ... | 3. Juni 2008  |                           |
| Vrouwgje van Gelder | Twicklerstraße 18 ·   | Bild gesucht Die Wikipedia wünscht sich an dieser Stelle ein Bild vom hier behandelten Ort. Falls du dabei helfen möchtest, erklärt die Anleitung , wie das geht. BW | Hier wohnte Vrouwgje van Gelder ... | 3. Juni 2008  |                           |
| Aron Wolff          | Wassermühlenstraße 21 | Bild gesucht Der Benutzer GeorgDerReisende ( Diskussion ) wünscht sich an dieser Stelle ein Bild vom Ort mit diesen Koordinaten 52.035218 6.823583 . Motiv: Wassermühlenstraße 21: die Stolpersteine für die Familie Wolff, die Lage und das Haus Falls du dabei helfen möchtest, erklärt die Anleitung , wie das geht. BW                                   | Hier wohnte Aron Wolff ...          | 10. Dez. 2024 |                           |
| Arthur Wolff        | Wassermühlenstraße 21 | Bild gesucht Die Wikipedia wünscht sich an dieser Stelle ein Bild vom hier behandelten Ort. Falls du dabei helfen möchtest, erklärt die Anleitung , wie das geht. BW | Hier wohnte Arthur Wolff ...        | 10. Dez. 2024 |                           |
| Hans Wolff          | Wassermühlenstraße 21 | Bild gesucht Die Wikipedia wünscht sich an dieser Stelle ein Bild vom hier behandelten Ort. Falls du dabei helfen möchtest, erklärt die Anleitung , wie das geht. BW | Hier wohnte Hans Wolff ...          | 10. Dez. 2024 |                           |
| Selma Wolff         | Wassermühlenstraße 21 | Bild gesucht Die Wikipedia wünscht sich an dieser Stelle ein Bild vom hier behandelten Ort. Falls du dabei helfen möchtest, erklärt die Anleitung , wie das geht. BW | Hier wohnte Selma Wolff ...         | 10. Dez. 2024 |                           |
| Bernhard Mogendorff | Windmühlenstraße 1–3  | Bild gesucht Der Benutzer GeorgDerReisende ( Diskussion ) wünscht sich an dieser Stelle ein Bild vom Ort mit diesen Koordinaten 52.037305 6.822765 . Motiv: Windmühlenstraße 1–3: die Stolpersteine für die Familie Mogendorff, die Lage und das Haus Falls du dabei helfen möchtest, erklärt die Anleitung , wie das geht. BW                               | Hier wohnte Bernhard Mogendorff ... | 10. Dez. 2024 |                           |
| Ernst Mogendorff    | Windmühlenstraße 1–3  | Bild gesucht Die Wikipedia wünscht sich an dieser Stelle ein Bild vom hier behandelten Ort. Falls du dabei helfen möchtest, erklärt die Anleitung , wie das geht. BW | Hier wohnte Ernst Mogendorff ...    | 10. Dez. 2024 |                           |
| Frieda Mogendorff   | Windmühlenstraße 1–3  | Bild gesucht Die Wikipedia wünscht sich an dieser Stelle ein Bild vom hier behandelten Ort. Falls du dabei helfen möchtest, erklärt die Anleitung , wie das geht. BW | Hier wohnte Frieda Mogendorff ...   | 10. Dez. 2024 |                           |
| Fritz Mogendorff    | Windmühlenstraße 1–3  | Bild gesucht Die Wikipedia wünscht sich an dieser Stelle ein Bild vom hier behandelten Ort. Falls du dabei helfen möchtest, erklärt die Anleitung , wie das geht. BW | Hier wohnte Fritz Mogendorff ...    | 10. Dez. 2024 |                           |
| Hanna Mogendorff    | Windmühlenstraße 1–3  | Bild gesucht Die Wikipedia wünscht sich an dieser Stelle ein Bild vom hier behandelten Ort. Falls du dabei helfen möchtest, erklärt die Anleitung , wie das geht. BW | Hier wohnte Hanna Mogendorff ...    | 10. Dez. 2024 |                           |
| Heinz Mogendorff    | Windmühlenstraße 1–3  | Bild gesucht Die Wikipedia wünscht sich an dieser Stelle ein Bild vom hier behandelten Ort. Falls du dabei helfen möchtest, erklärt die Anleitung , wie das geht. BW | Hier wohnte Heinz Mogendorff ...    | 10. Dez. 2024 |                           |
| Hermann Mogendorff  | Windmühlenstraße 1–3  | Bild gesucht Die Wikipedia wünscht sich an dieser Stelle ein Bild vom hier behandelten Ort. Falls du dabei helfen möchtest, erklärt die Anleitung , wie das geht. BW | Hier wohnte Hermann Mogendorff ...  | 10. Dez. 2024 |                           |
| Ida Mogendorff      | Windmühlenstraße 1–3  | Bild gesucht Die Wikipedia wünscht sich an dieser Stelle ein Bild vom hier behandelten Ort. Falls du dabei helfen möchtest, erklärt die Anleitung , wie das geht. BW | Hier wohnte Ida Mogendorff ...      | 10. Dez. 2024 |                           |
| Walter Mogendorff   | Windmühlenstraße 1–3  | Bild gesucht Die Wikipedia wünscht sich an dieser Stelle ein Bild vom hier behandelten Ort. Falls du dabei helfen möchtest, erklärt die Anleitung , wie das geht. BW | Hier wohnte Walter Mogendorff ...   | 10. Dez. 2024 |                           |
| Rosa Albersheim     | Wüllener Straße 9     | Bild gesucht Der Benutzer GeorgDerReisende ( Diskussion ) wünscht sich an dieser Stelle ein Bild vom Ort mit diesen Koordinaten 52.036106 6.825177 . Motiv: Wüllener Straße 9: Stolperstein für Rosa Albersheim, die Lage und das Haus Falls du dabei helfen möchtest, erklärt die Anleitung , wie das geht. BW                                              | Hier wohnte Rosa Albersheim ...     | 3. Juni 2008  |                           |
| Isidor Herz         | Wüllener Straße 27    | Bild gesucht Der Benutzer GeorgDerReisende ( Diskussion ) wünscht sich an dieser Stelle ein Bild vom Ort mit diesen Koordinaten 52.03594 6.826511 . Motiv: Wüllener Straße 27: Stolpersteine für Familie Herz, die Lage und das Haus Falls du dabei helfen möchtest, erklärt die Anleitung , wie das geht. BW                                                | Hier wohnte Isidor Herz ...         | 3. Juni 2008  |                           |
| Klara Herz          | Wüllener Straße 27    | Bild gesucht Die Wikipedia wünscht sich an dieser Stelle ein Bild vom hier behandelten Ort. Falls du dabei helfen möchtest, erklärt die Anleitung , wie das geht. BW | Hier wohnte Klara Herz ...          | 3. Juni 2008  |                           |
| Thea Herz           | Wüllener Straße 27    | Bild gesucht Die Wikipedia wünscht sich an dieser Stelle ein Bild vom hier behandelten Ort. Falls du dabei helfen möchtest, erklärt die Anleitung , wie das geht. BW | Hier wohnte Thea Herz ...           | 3. Juni 2008  |                           |